# Sorrento (Flórida)
Sorrento é uma Região censo-designada localizada no estado americano de Flórida, no Condado de Lake.

## Demografia
Segundo o censo americano de 2000, a sua população era de 765 habitantes.

## Geografia
De acordo com o United States Census Bureau tem uma área de
3,4 km², dos quais 3,4 km² cobertos por terra e 0,0 km² cobertos por água. Sorrento localiza-se a aproximadamente 37 m acima do nível do mar.

## Localidades na vizinhança
O diagrama seguinte representa as localidades num raio de 16 km ao redor de Sorrento.